# Dactylorhiza baumanniana
Dactylorhiza baumanniana är en orkidéart som beskrevs av J.Hölzinger och Siegfried Künkele. Dactylorhiza baumanniana ingår i Handnyckelsläktet som ingår i familjen orkidéer. IUCN kategoriserar arten globalt som nära hotad. Inga underarter finns listade i Catalogue of Life.